# Choe Myong-ho
Choe Myong-ho (Pionyang, Corea del Norte, 3 de julio de 1988) es un exfutbolista de Corea del Norte que jugaba en la posición de delantero. Fue el primer futbolista de Corea del Norte en jugar en la Liga Premier de Rusia.,

## Carrera

### Club
| Periodo   | Club                         | Apariciones | Goles |
| --------- | ---------------------------- | ----------- | ----- |
| 2005–2006 | Kyonggongopsong SC           | 20          | 3     |
| 2006–2008 | FC Krylia Sovetov Samara     | 1           | 0     |
| 2009–2016 | Pyongyang SC                 | 27          | 12    |
| 2016–2017 | National Defense Ministry FC | 40          | 44    |
| 2018      | Visakha FC                   | 12          | 9     |

### Selección nacional
Jugó para Corea del Norte en 12 ocasiones de 2008 a 2012 y anotó dos goles; participó en la copa Mundial de Fútbol Sub-17 de 2005, en la Copa Asiática 2011 y en los Juegos Asiáticos de 2010.

## Logros

### Club
- Liga de fútbol de Corea del Norte (1): 2009
- Copa Hun Sen (1): 2016

### Selección nacional
- Copa Desafío de la AFC (1): 2010

### Individual
- Futbolista Asiático Joven del Año en 2005.[7]

## Estadísticas

### Goles con selección nacional
| # | Fecha     | Sede               | Rival      | Resultado | Torneo                      |
| - | --------- | ------------------ | ---------- | --------- | --------------------------- |
| 1 | 19-2-2010 | Colombo, Sri Lanka | Kirguistán | 4–0       | 2010 AFC Challenge Cup      |
| 2 | 24-2-2010 | Colombo, Sri Lanka | Birmania   | 5–0       | Copa Desafío de la AFC 2010 |